# Ievgueni Babitch
Pour les articles homonymes, voir Babitch.
Temple de la renommée russe : 2004
Ievgueni Makarovitch Babitch - en russe Евгений Макарович Бабич, et en anglais : Yevgeny Babich (7 janvier 1921 - 11 juin 1972) est un joueur professionnel soviétique de hockey sur glace et de football. Il est devenu entraîneur de hockey sur glace.

## Carrière
Né à Moscou dans l'Union soviétique, Babich joue au football pour le FK CSKA Moscou ainsi qu'au bandy. Il rejoint la section hockey du club lors de la mise en place du championnat en 1946.
Il est sacré champion d'URSS avec le CDKA en 1948, lors de la seconde saison en jouant aux côtés de Vsevolod Bobrov. Par la suite, il est réquisitionné par le fils de Joseph Staline, Vassili Staline président du VVS MVO Moscou et il remporte une nouvelle fois le titre en 1950-51, toujours aux côtés de Bobrov.
Babich est logiquement sélectionné dans l'équipe nationale pour la première compétition internationale à laquelle participe l'URSS. Il est ainsi sélectionné pour le championnat du monde 1954. Lors de ce tournoi, les Soviétiques ne laissent aucune chance à leur adversaire ne concédant qu'un seul match nul contre les Suédois et gagnant les six autres matchs. Les soviétiques inscrivent alors 37 buts pour seulement 10 buts encaissés par la paire de gardien de but, Putschkow et Grigory Mkrtychan pour gagner leur première médaille d'or du monde et d'Europe.
Il sera de nouveau sélectionné en 1955 et 1957 et remporte deux médailles d'argent. Il participe également aux Jeux olympiques de 1956 et remporte la médaille d'or.
En 1953, il joue sa dernière saison en tant qu'entraîneur-joueur avec le VVS avant la dissolution du club. Babich termine alors sa carrière avec le CSKA, équipe qui se nomme alors CSK MO. Il met fin à sa carrière en 1957 et va devenir entraîneur pendant quelque temps. Ainsi, après sa première expérience avec le VVS en 1953, il est entraîneur du CSKA en 1961 puis entre 1962 et 1963 de Leningrad. Déprimé, il se pend en juin 1972 dans sa salle de bain de sa maison à Moscou. Il est inhumé au Cimetière Golovinskoïe.

## Trophées et honneurs

### Trophées en club
Champion d'URSS
- 1948, 1949, 1950, 1955 et 1956 - avec le CSKA
- 1951, 1952, 1953 - avec le VVS MVO

Coupe d'URSS
- 1952 - avec le VVS MVO
- 1954, 1955 et 1956 - avec le CSKA

### Trophées internationaux
Jeux olympiques
- Médaille d'or - 1956

Championnat du monde et d'Europe
- Médaille d'or - 1954 et 1956[7].
- Médaille d'argent - 1955 et 1957